# Diócesis de Prince Albert
La diócesis de Prince Albert (en latín: Dioecesis Alberten(sis) y en inglés: Roman Catholic Diocese of Prince Albert) es una circunscripción eclesiástica latina de la Iglesia católica en Canadá, sufragánea de la arquidiócesis de Regina. La diócesis tiene al obispo Stephen Andrew Hero como su ordinario desde el 25 de marzo de 2021.

## Territorio y organización
La diócesis tiene 118 000 km² y extiende su jurisdicción sobre los fieles católicos de rito latino residentes en la parte central de la provincia de Saskatchewan.
La sede de la diócesis se encuentra en la ciudad de Prince Albert, en donde se halla la Catedral del Sagrado Corazón.
En 2019 en la diócesis existían 80 parroquias.

## Historia
El vicariato apostólico de Saskatchewan fue erigido el 20 de enero de 1891 con el breve Romanorum pontificum del papa León XIII, obteniendo el territorio de la diócesis de Saint Albert (hoy arquidiócesis de Edmonton).
El 2 de diciembre de 1907 el vicariato apostólico fue elevado a diócesis con el breve Quae rei sacrae del papa Pío X y tomó el nombre de diócesis de Prince Albert. Originalmente era sufragánea de la arquidiócesis de Saint-Boniface. El 4 de diciembre de 1915 pasó a formar parte de la provincia eclesiástica de la arquidiócesis de Regina.
El 30 de abril de 1921 cambió su nombre a diócesis de Prince Albert-Saskatoon.
El 6 de mayo de 1921 se erigió la abadía territorial de Saint Peter-Muenster (hoy suprimida), independizándola de la jurisdicción de los obispos de Prince Albert-Saskatoon mediante la bula Eximia Benedictini del papa Benedicto XV.
El 9 de junio de 1933, en virtud de la bula Ecclesiarum omnium del papa Pío XI, la diócesis se dividió, dando lugar a las diócesis de Prince Albert y de Saskatoon.

## Estadísticas
De acuerdo al Anuario Pontificio 2020 la diócesis tenía a fines de 2019 un total de 29 746 fieles bautizados.
| Año                                                                             | Población            | Población | Población      | Sacerdotes | Sacerdotes    | Sacerdotes    | Bautizados por sacerdote | Diáconos permanentes | Religiosos | Religiosos | Parroquias |
| Año                                                                             | Bautizados católicos | Total     | % de católicos | Total      | Clero secular | Clero regular | Bautizados por sacerdote | Diáconos permanentes | Varones    | Mujeres    | Parroquias |
| ------------------------------------------------------------------------------- | -------------------- | --------- | -------------- | ---------- | ------------- | ------------- | ------------------------ | -------------------- | ---------- | ---------- | ---------- |
| 1950                                                                            | 32 600               | 130 500   | 25.0           | 98         | 32            | 66            | 332                      |                      | 66         | 223        | 49         |
| 1966                                                                            | 38 500               | 223 500   | 17.2           | 114        | 56            | 58            | 337                      |                      | 37         | 373        | 126        |
| 1970                                                                            | 39 517               | ?         | ?              | 104        | 49            | 55            | 379                      |                      | 59         | 297        | 55         |
| 1976                                                                            | 42 818               | 190 000   | 22.5           | 81         | 41            | 40            | 528                      |                      | 47         | 215        | 52         |
| 1980                                                                            | 45 200               | 195 500   | 23.1           | 73         | 41            | 32            | 619                      |                      | 41         | 194        | 52         |
| 1990                                                                            | 48 630               | 210 500   | 23.1           | 52         | 35            | 17            | 935                      | 1                    | 21         | 127        | 84         |
| 1999                                                                            | 52 337               | 185 000   | 28.3           | 38         | 24            | 14            | 1377                     | 2                    | 16         | 100        | 85         |
| 2000                                                                            | 39 623               | 184 000   | 21.5           | 48         | 36            | 12            | 825                      | 2                    | 14         | 91         | 85         |
| 2001                                                                            | 40 149               | 184 000   | 21.8           | 43         | 31            | 12            | 933                      | 2                    | 13         | 90         | 85         |
| 2002                                                                            | 39 760               | 184 000   | 21.6           | 46         | 33            | 13            | 864                      | 2                    | 14         | 87         | 91         |
| 2003                                                                            | 39 589               | 184 000   | 21.5           | 41         | 29            | 12            | 965                      | 2                    | 12         | 84         | 88         |
| 2004                                                                            | 40 732               | 184 000   | 22.1           | 44         | 31            | 13            | 925                      | 1                    | 13         | 88         | 87         |
| 2013                                                                            | 40 300               | 196 300   | 20.5           | 56         | 41            | 15            | 719                      | 2                    | 15         | 81         | 81         |
| 2016                                                                            | 41 652               | 202 904   | 20.5           | 34         | 29            | 5             | 1225                     | 3                    | 6          | 68         | 80         |
| 2019                                                                            | 29 746               | 210 900   | 14.1           | 32         | 32            |               | 929                      | 8                    |            | 37         | 80         |
| Fuente: Catholic-Hierarchy, que a su vez toma los datos del Anuario Pontificio. |                      |           |                |            |               |               |                          |                      |            |            |            |

## Episcopologio
- Albert Pascal, O.M.I. † (2 de junio de 1891-12 de julio de 1920 falleció)
- Henri-Jean-Maria Prud'homme † (16 de junio de 1921-29 de enero de 1937 renunció[7])
- Réginald Duprat, O.P. † (17 de marzo de 1938-29 de junio de 1952 renunció[8])
- Léo Blais † (4 de julio de 1952-28 de febrero de 1959 nombrado obispo auxiliar de Montreal[9])
- Laurent Morin † (28 de febrero de 1959-9 de abril de 1983 retirado)
- Blaise-Ernest Morand (9 de abril de 1983 por sucesión-26 de mayo de 2008 retirado)
- Albert Privet Thévenot, M.Afr. (26 de mayo de 2008-25 de marzo de 2021 retirado)
- Stephen Andrew Hero, desde el 25 de marzo de 2021